# Ossiašské jezero
Ossiašské jezero (německy Ossiacher See, slovinsky Osojsko jezero) je jezero v Rakousku. Po Wörthersee a Millstätter See je to třetí největší jezero spolkové země Korutany.

## Geografie
Jezero leží v nadmořské výšce 501 m, sevřené mezi prudkými svahy Gerlitzenu (1909 m n. m.), jižního okraje pohoří Nockberge, na severozápadě a výběžky Ossiašských Taur na jihovýchodě; jeho jižní okraj je vzdálen asi 5 km od Villachu. Má rozlohu 10,79 km², na délku od severovýchodu na jihozápad měří 10,38 km, jeho šířka je 1,54 km, přičemž mezi Ossiachem a Ostriachem je široké pouze 600 m, a v nejhlubším místě je hluboké 52,6 m.
Centrem jezerní oblasti je obec Ossiach se známým opatstvím, kde se pravidelně koná hudební festival Korutanské léto. Kolem jezera dále leží obce Landskron (součást Villachu se stejnojmenným hradem), Treffen s částmi Annenheim a Sattendorf a Steindorf s částí Bodensdorf.

## Vodní režim
Hlavním přítokem, který napájí jezero, je řeka Tiebel. Voda z něj následně odtéká řekou Seebach, která se po 4,5 km vlévá ve Villachu do Drávy.
Ossiašské jezero je dimiktické, tj. na jaře a na podzim se v něm promíchávají vrchní a spodní vrstvy vody. To způsobuje, že v zimě na několik málo týdnů zamrzá, zatímco v létě teplota u hladiny dosahuje až 24 °C.

## Zajímavosti
Na Ossiašském jezeře se v roce 1976 konalo Mistrovství světa ve veslování.